# Danlaba Mendy
Danlaba Mendy (Trappes, 22 de fevereiro de 1976) é um ex-futebolista franco-senegalês. É, até hoje, o único francês a vestir a camisa do Grêmio Foot-Ball Porto Alegrense.

## Carreira
Mendy foi formado pela IMG Academy, que é uma escola formadora de atletas localizada no estado americano da Flórida. O Grêmio foi seu primeiro clube profissional no ano de 1998, com 22 anos de idade, algo raro para os padrões do futebol atual.
Mendy atuou em poucas partidas oficiais pelo Grêmio.
A primeira foi em um Grenal no Beira-Rio no dia 26 de julho de 1998 vencido pelos colorados por 1 a 0.
A segunda foi contra o Paraná no dia 9 de setembro de 1998, no Durival Britto onde o Grêmio ganhou por 2 a 1. Nesta partida, ele tornou-se o primeiro francês a atuar em uma partida do Campeonato Brasileiro.
E a terceira foi na Copa Mercosul em 29 de setembro de 1998 na vitória de 1 a 0 sobre o Vasco, gol de Ronaldinho.
Seu único gol pelo clube foi marcado em um amistoso, disputado no dia 19 de julho de 1998, contra o Peñarol, do Uruguai.

### Troyes
Após deixar o tricolor gaúcho, o atacante voltou para França e jogou por quatro temporadas no Troyes. Na primeira temporada ele jogou 19 partidas e marcou dois gols na Ligue 1. E na sua última temporada pela equipe, jogou apenas um jogo e ainda como suplente.
Depois de sair do clube francês em 2003, aposentou-se.

## Conquistas
Troyes
- Copa Intertoto da UEFA: 2001